# Kuzma (tepčija)
Kuzma (srpski Кузма) bio je srpski plemić koji je služio kralju Stefanu Milutinu kao tepčija, postavši gospodar Vranja.
Nije poznato je li Kuzma bio oženjen, ali se zna da je u njegovo vrijeme živio kaznac Miroslav.